# Aurelio Grimaldi
Aurelio Grimaldi (Modica, 22 novembre 1957) è un regista, sceneggiatore e scrittore italiano.

## Biografia
Nato a Modica (in provincia di Ragusa), ma cresciuto in parte a Milazzo e, fino ai vent'anni, nella provincia di Varese (dove la famiglia si era dovuta trasferire per lavoro anni addietro), Grimaldi svolse l'attività d'insegnante di scuola elementare per buona parte degli anni ottanta, dedicandosi poi a quello che era il suo interesse più grande d'allora: la letteratura. Esordì infatti nel 1985 con la raccolta di racconti Nfernu veru, con cui l'autore già manifesta apertamente la profonda influenza esercitatagli dalla poetica pasoliniana, due anni dopo seguito dal suo primo romanzo, Meri per sempre, storia d'un insegnante idealista alle prese con un gruppo di ragazzi problematici detenuti in un carcere minorile in Sicilia, tra cui spicca una giovane prostituta transessuale. A seguito del successo del libro, il regista Marco Risi ne realizza un film omonimo l'anno successivo, con Michele Placido protagonista, a cui Grimaldi collaborò pure alla stesura della sceneggiatura (ma accreditato solo come soggettista); nel 1990, a due anni di distanza dal primo, s'occuperà poi di redigere la sceneggiatura per il suo seguito Ragazzi fuori, sempre per la regia di Risi. 
Dopo aver dato alle stampe altre sue prove letterarie, come i romanzi Le buttane (1989) e Storia di Enza (1991), Grimaldi decise di passare seriamente alla settima arte, esordendo alla regia con il film, da lui anche scritto, La discesa di Aclà a Floristella, presentato in concorso alla Mostra internazionale d'arte cinematografica del 1992. Ambientato nella Sicilia degli anni trenta, la pellicola narra del piccolo Aclà Rizzuto, caruso per la solfatara di Floristella, e del suo desiderio di fuggire dalla sua grama e difficilissima condizione.
Con il successivo La ribelle (1993), con protagonista una Penélope Cruz diciannovenne ed ancora poco conosciuta alle prese con un clima famigliare oppressivo ed arretrato in una Sicilia grama ed infausta, partecipò al Festival di Locarno, ma la consacrazione presso pubblico e critica avvenne soltanto l'anno successivo con Le buttane, liberamente tratto dal suo stesso romanzo, un ritratto colorito e disincantato delle tribolazioni d'un agguerrito gruppo di prostitute siciliane, presentato in concorso al Festival di Cannes del 1994 e che vinse il premio della critica al Festival di Rotterdam. 
Fattosi dunque un nome all'interno dell'industria cinematografica italiana, i suoi sforzi artisti successivi saranno tutti rivolti ad un ideale trilogia "pasoliniana", con i quali andrà poi a definire sempre più gli stilemi tipici del proprio fare cinema.
Il primo di questi, Nerolio (1996), è considerato dal Grimaldi il suo film più riuscito: girato interamente a Siracusa in appena 17 giorni, tratta d'un viaggio immaginario che Pasolini - nel film mai esplicitato, ma abilmente rievocato con la suggestiva figura d'un poeta senza nome - avrebbe potuto compiere in Sicilia, percorrendo in auto il tragitto che va da Messina alla stessa Siracusa tra molteplici avventure sessuali mercenarie intrattenute con altrettanti giovani. Il film fu rifiutato dal Festival di Venezia dal direttore Gillo Pontecorvo e dal suo consulente Vincenzo Cerami, a quanto pare per la sua caratterizzazione politicamente "scorretta" della sua figura, ma fu infine presentato al Festival di Locarno, dove, pur venendo malaccolto dalla critica nazionale, ebbe parole di stima da parte dei critici stranieri presenti al Festival.
La pellicola ebbe inoltre pesanti problemi distributivi; fu oltretutto vietato ai minori di 18 anni sebbene non contenga né immagini erotiche né scene di violenza gratuita, ed è pertanto visibile solo in dvd. Nel 1998 - dichiarando espressamente come, dopo aver patito la delusione legata all'ostracismo distributivo di Nerolio, fosse ben lieto di dirigere un film chiestogli dalla potente Medusa - realizzò, tra infinite polemiche, Il macellaio, con protagonista la soubrette Alba Parietti, che veniva da un personale successo televisivo col discusso Macao. Il film incassò circa 4 miliardi, dopo esserne costati 2,7, ma fu massacrato all'unanimità dalla critica italiana.
Nuove polemiche col film La donna lupo (1999), tratto da una novella di Giovanni Verga ed interpretato dall'esordiente Loredana Cannata e dal futuro produttore Arturo Paglia, fu definito da Roberto Nepoti come «un porno sul tema dell'emancipazione sessuale femminile». La scena iniziale comincia con uno spogliarello ispirato a quello realizzato da Myriam Mézières nel film Una fiamma nel mio cuore, e anche la colonna sonora che accompagna i due striptease, è ispirata al brano Batucada di Mikīs Theodōrakīs. Tendenzialmente sconfessato dalla critica italiana, il film fu l'unico italiano selezionato sia al Festival di Toronto (dove Piers Handling lo definì uno dei film più innovativi dell'anno) che al Festival di Rotterdam, le due kermesse non competitive con l'ambizione di raccogliere le migliori produzioni dell'anno.
Apparente inversione di tendenza con Iris (girato nel 1999 ed uscito solamente nel 2001), scritto da Grimaldi con la moglie Anna Coglitore ed interpretato dalla figlia Arancia Cecilia, di soli sette anni. Lieve, delicato e imperfetto, diverso da tutti gli altri titoli del regista riprende tuttavia la costante tematica di Grimaldi con personaggi (spesso bambini, e tendenzialmente siciliani) ribelli e tesi verso una veemente (spesso inconsapevole) aspirazione alla libertà e alla giustizia (La discesa di Aclà a Floristella, La ribelle, La donna lupo, Iris). Il film fu premiato dal Festival di Chemnitz come miglior film per ragazzi del 2001. Con i 10.000 marchi tedeschi di premio, Grimaldi e la figlia acquistarono un pianoforte. 
Nel 2001 gira il secondo capitolo della sua trilogia, Un mondo d'amore, riguardante la prima incriminazione per atti osceni e corruzione di minore per Pier Paolo Pasolini. Letterato, docente di scuola media e segretario comunale del PCI di Casarsa della Delizia (in provincia di Pordenone), è accusato di molestie sessuali su minorenni in cambio di piccoli regali. Sospeso dall'insegnamento ed espulso dal partito, Pasolini 'fuggirà' con la madre a Roma, mentre il padre, in dissidio con moglie e figlio, resterà in Friuli. Il film sarà invitato in vari festival internazionali compresi Toronto e Rotterdam.
È poi del 2002 l'ultimo capitolo, Rosa Funzeca, una sorta di rifacimento del pasoliniano Mamma Roma, ambientato però nei bassi napoletani, con Ida Di Benedetto (già sua collaboratrice con Le buttane), Ennio Fantastichini, l'esordiente Primo Reggiani ed un Aldo Giuffré alla sua ultima interpretazione, presentato in concorso al Festival di Venezia.
Nel 2003 il produttore Leonardo Giuliano, già coproduttore di Nerolio, accoglie la sua proposta, caldeggiata da moltissimo tempo, di realizzare una trilogia a basso costo sul sequestro ed omicidio di Aldo Moro e sulla stagione del terrorismo italiano tra il 1978 ed il 1981. Vengono effettuate le riprese a Londra (per una coproduzione britannica mai completata), con Roshan Seth nel ruolo dello statista democristiano. Grimaldi monta un materiale audiovisivo considerevole, che consta di circa 200 minuti, da dividersi nei tre episodi previsti (il primo sul rapimento e l'omicidio di Moro, il secondo su sconcertanti episodi di reazione illiberale dello stato italiano alla ricerca spietata dei rapitori, ed il terzo infine che segue i terroristi, dopo il loro arresto, nelle carceri, divisi tra 'pentiti' e 'irriducibili'). Ma gli ultimi 25 minuti necessari per completare le tre opere non saranno mai più girati per il fallimento del gruppo produttivo. A distanza di anni, Grimaldi ha realizzato un montaggio sui materiali dei primi due incompleti film che è disponibile in dvd col titolo Se sarà luce sarà bellissimo.
Nel 2004, durante la lavorazione della trilogia, Grimaldi partecipa, come attore, al film Ladri di barzellette di e con Bruno Colella, incentrato proprio sulle difficoltà produttive del progetto, in cui Grimaldi, per poter racimolare il denaro necessario a concluderne le riprese, si trova coinvolto nella tragicomica realizzazione d'un improbabile seguito de Le barzellette di Carlo Vanzina. L'anno successivo, gira invece L'educazione sentimentale di Eugénie, tratto da La filosofia nel boudoir, del marchese de Sade. Grimaldi usa per la prima volta il digitale e si avvale di quattro giovani attori di fatto esordienti.
Dopo questo film, Grimaldi non riuscirà più a realizzare progetti personali, ma solo film a basso costo e con notevoli difficoltà di distribuzione: Anita (2007), girato interamente in Brasile ed incentrato sulla vita di Anita Garibaldi, sarà l'ultimo film girato da Grimaldi con un budget adeguato ma, presentato in alcuni festival internazionali, non fu mai distribuito.
Del 2009 è invece L'ultimo re, progetto proposto a Grimaldi dall'attrice e produttrice Isabella Russinova, una trasposizione della tragedia di Seneca Troades, che ebbe, da parte di Microcinema, una distribuzione minima, così come Il sangue è caldo di Bahia (2013), girato interamente a Salvador de Bahia con attori baiani e con i due giovani protagonisti esordienti, venendo presentato al Festival di Rotterdam del 2014 ma restando pressoché privo di distribuzione.
Nel 2014, Grimaldi si impegna nella produzione del film di Guendalina Zampagni Noi siamo Francesco, di cui è co-sceneggiatore e produttore. Durante il montaggio di questo film si installa per tre mesi con una mini troupe nell'isoletta di Alicudi per un documentario, da anni perseguito, sulla vita scolastica e non dei bambini e dei ragazzi dell'isoletta. Ne uscirà Alicudi nel vento, presentato al Festival di Taormina del 2015 e in diversi festival mediterranei e documentaristici.
Nel 2016, Grimaldi gira invece La divina Dolzedia, coadiuvato dall'attrice Guia Jelo. Il risultato è un film a basso costo, interamente girato a Catania. Il film è stato presentato al Festival di Taormina del 2017 e al Festival di São Paulo do Brazil.
Nel giugno del 2020 gira invece Il delitto Mattarella, trasposizione del suo stesso romanzo omonimo, una rivisitazione dell'agguato ed omicidio ordito dalla mafia nel 1980 ai danni dell'allora presidente della Regione Siciliana Piersanti Mattarella, in cui l'autore v'immagina - sulla scorta di documenti afferenti al materiale processuale dell'epoca - il coinvolgimento pure della destra eversiva e d'alcune figure occulte della politica deviata e della finanza, che a causa della pandemia da COVID-19 viene proiettato soltanto a partire dal luglio dello stesso anno in un numero limitato di sale.
Mai messa del tutto da parte la propria produzione letteraria,  dopo molti anni, su proposta dell'editore del gruppo Castelvecchi Pietro D'Amore, esce nel 2013 il romanzo Malaspina (Elliot).
Tra i suoi libri:
1985 – Nfernu Veru, sulle condizioni degli zolfatai siciliani fino al fascismo, con un saggio di Vincenzo Consolo. Da questo saggio Grimaldi trasse ispirazione per la sceneggiatura del suo primo film, "La Discesa di Aclà a Floristella" (1992). 
2020 – Il delitto Mattarella, raccoglie l'imponente documentazione storica che ha permesso a Grimaldi la stesura di una complessa sceneggiatura legata a un omicidio che ha coinvolto diversi lati malavitosi della storia italiana e siciliana: Cosa Nostra, democristiani siciliani collusi con la mafia, apparato di Gladio pagato dalla CIA per impedire al partito comunista siciliano di collaborare con il presidente Piersanti Mattarella, banda della Magliana di Roma connessa alle frange che, neofasciste che secondo il giudice Falcone e la vedova Mattarella, furono i killer del presidente.  
2021 – Fango, ricostruisce storicamente l'estremismo di sinistra che ha portato, al termine di una macchina del fango capitanata da Lotta Continua (il cui leader Adriano Sofri sarà definitivamente condannato per omicidio) e da Camilla Cederna, firma di punta dell'Espresso, all'infame omicidio del commissario Luigi Calabresi accusato, nonostante tutte le prove contrarie, di aver torturato e defenestrato l'anarchico Giuseppe Pinelli. Grimaldi, dichiaratosi di ideali incrollabilmente di sinistra, cerca di dimostrare come l'ideologia marxista-leninista-maoista di quegl'anni, includesse in sè forme di violenza intollerante e totalitaria.

## Filmografia

### Cinema
- La discesa di Aclà a Floristella (1992)
- La ribelle (1993)
- Le buttane (1994)
- Nerolio (1995)
- Il macellaio (1998)
- Un nuovo giorno (1999)
- La donna lupo (1999)
- Iris (2000)
- Rosa Funzeca (2002)
- Un mondo d'amore (2003)
- L'educazione sentimentale di Eugénie (2005)
- Se sarà luce sarà bellissimo (2008)
- Anita - Una vita per Garibaldi (2009)
- L'ultimo re (2010)
- Figli di chi s'amava – documentario (2010)
- Alicudi nel vento – documentario (2015)
- La Divina Dolzedia (2017)
- Il delitto Mattarella (2020)
- Raqmar (2025)[5]
- Depistaggio Borsellino (2025)

## Opere
- 'Nfernu veru. Uomini & immagini dei paesi dello zolfo, a cura di, Roma, Edizioni lavoro, 1985.
- Meri per sempre. L'amore, la donna, il sesso raccontato dai giovani detenuti del Malaspina di Palermo, a cura di, Palermo, La Luna, 1987. ISBN 88-7823-005-7.
- Le buttane, Torino, Bollati Boringhieri, 1989. ISBN 88-339-0484-9.
- Storia di Enza, Torino, Bollati Boringhieri, 1991. ISBN 88-339-0597-7.
- Tutti vi dimenticherete del mio amore perduto, Palermo, Edizioni della Battaglia, 1992.
- Palermo che muore, Palermo che nasce, Roma-Bari, Laterza, 1994. ISBN 88-420-4450-4.
- I violanti, Roma, EL, 1995. ISBN 88-7910-652-X.
- Malaspina, Roma, Elliot, 2013. ISBN 978-88-6192-379-9.
- Il delitto Mattarella, Roma, Castelvecchi, 2020. ISBN 978-88-328-2892-4.
- Fango, Roma, Castelvecchio 2021